# スケルトン (スポーツ)

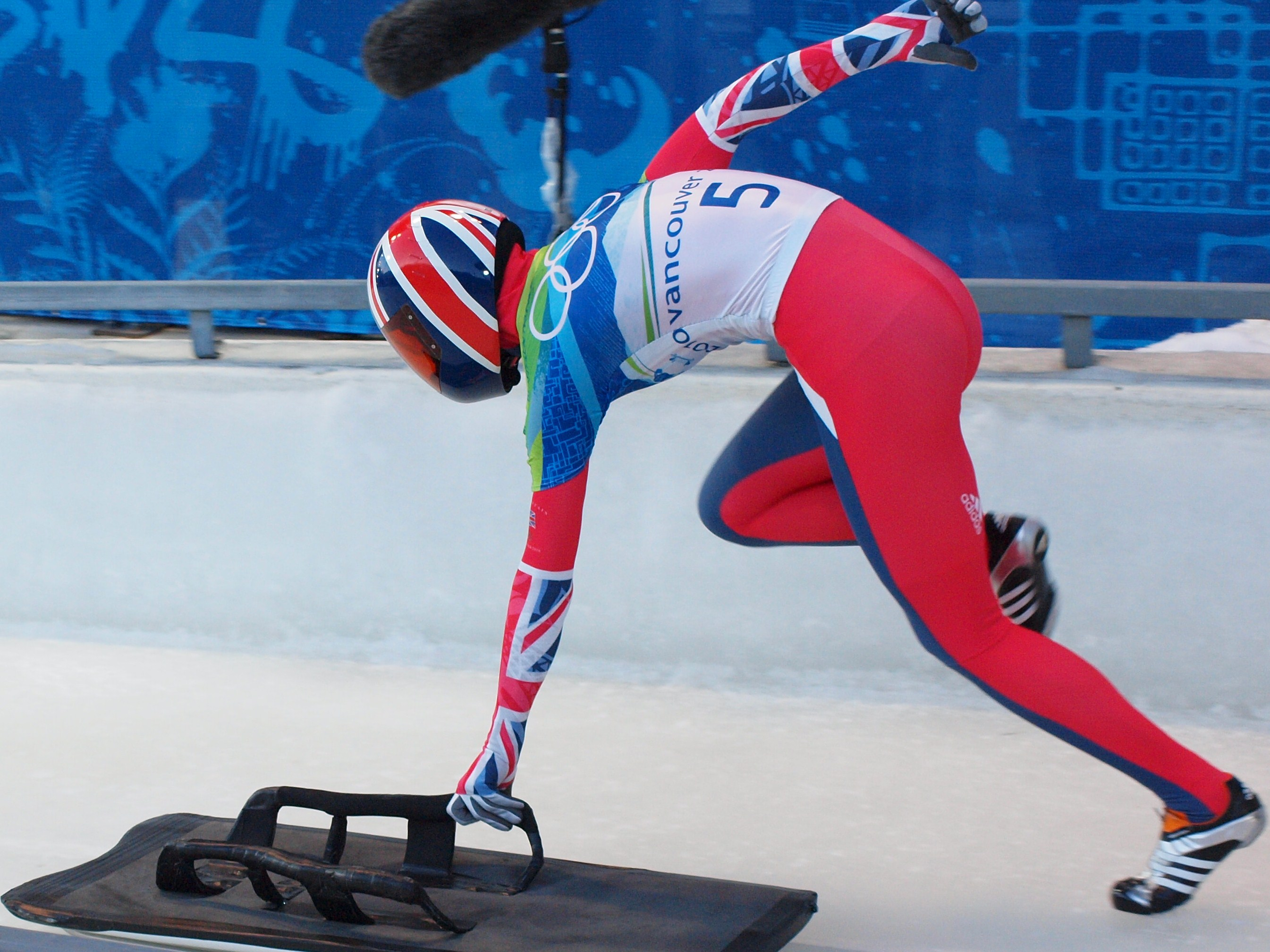
スケルトンのスタート

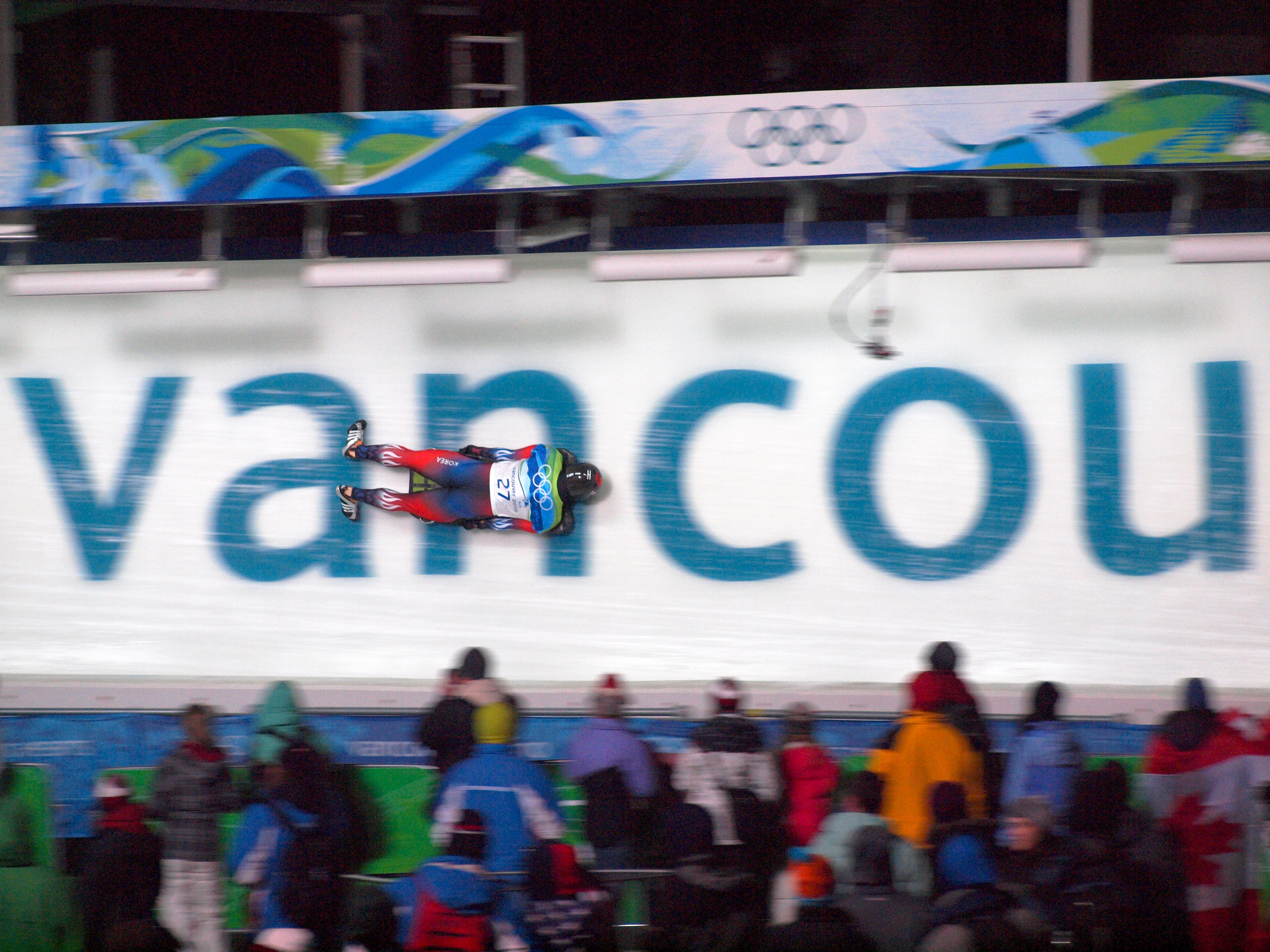
スケルトンの滑走姿勢

スケルトン（Skeleton）は、きわめて簡易な構造の小さなソリで滑走し全長1300から1500メートルのコースの速さを競う競技。滑走2回または4回の合計タイムで争う。ウィンタースポーツのひとつ。

## 概要
足を進行方向に向けて仰向けの状態でそりに乗るリュージュとは異なり、頭を進行方向に向けうつ伏せの状態でそりに乗るのが特徴である。最高速度は125 km/hにもなる。現在冬季オリンピックの正式競技種目となっており、種目はリュージュやボブスレーとは異なり、複数人で行うものはなく、男女別の1人乗りのみである。
使われる金属そりの形状が滑走部と車体のみの単純な構造であることから「骨組み」を意味する「スケルトン」という名称がつけられたと言われている。

## 歴史
スキーより以前に、ヨーロッパや北アメリカの山間地ではそり競技は人気のある競技であった。
1885年にサンモリッツ・トボガンそりクラブが作られ、スイスのサンモリッツ～チェレリーナ村近くまで凍結した道を降りる競走が行われていた。当時は現在のような頭を下にするスタイルではなかったが、あるイギリス人が頭を下にして滑るスタイルで滑ったところ非常に速かったことから主流となり、今のスタイルが採用され公式スポーツになった。
1923年に国際ボブスレー・トボガニング連盟 (FIBT) が創設され、1926年にFIBTパリ議会にて、国際オリンピック委員会(IOC)はスケルトンのオリンピックスポーツ化へ申告。
1928年の第2回の冬季オリンピックであるサンモリッツオリンピックと1948年の第5回のサンモリッツオリンピックで正式競技として採用されている。
1992年に20ヶ国がワールドカップシリーズに参加し、1994年には25ヶ国まで増加。2002年ソルトレークシティオリンピックの正式競技種目として再び導入された。正式種目に採用されたのは、実に54年ぶりのことであった。

## 主な選手
- マルティンシュ・ドゥクルス
- アレクサンドル・トレティアコフ
- 尹誠彬
- 越和宏
- 稲田勝
- 高橋弘篤
- 田山真輔
- 中山英子
- 小室希
- 小口貴子